# Saugus (Californië)
Saugus is een gemeenschap in Los Angeles County in de stad Santa Clarita, Californië.
Saugus was een van de vier gemeenschappen (naast die van Valencia, Newhall en Canyon Country) die in 1987 werd samengevoegd om de stad Santa Clarita te vormen. Saugus is genoemd naar Saugus (Massachusetts), de thuisbasis van Henry Newhall.
In 2000 woonde er 41.743 inwoners in Saugus.
De Amerikaanse westernacteur Harry Carey jr. is geboren in Saurus.

## Geboren
- Harry Carey jr. (1921-2012), acteur